# Богатирьов Олександр Леонідович
Олександр Леонідович Богатирьов (рос. Александр Леонидович Богатырёв, нар. 6 березня 1963, Бійськ — пом. 12 липня 2009, Бійськ) — радянський, російський та казахстанський футболіст, що грав на позиції півзахисника. Грав у Вищій лізі Чемпіонату СРСР, Казахстану і Росії. По завершінні ігрової кар'єри — футбольний тренер.

## Клубна кар'єра
У дорослому футболі дебютував 1984 року виступами за «Динамо» (Барнаул), в якому провів п'ять сезонів у Другій лізі СРСР, взявши участь у 102 матчах чемпіонату. Більшість часу, проведеного у складі барнаульського «Динамо», був основним гравцем команди.
Другу половину сезону 1988 року провів у першоліговому «Динамо» (Ставрополь), після чого перейшов у «Кайрат», де провів наступні два сезони у Першій лізі. 
Протягом сезону 1991 року виступав у Вищій лізі СРСР за «Металург» (Запоріжжя).
Після розпаду СРСР дебютував у першому розіграші Вищої ліги Росії виступами за «Текстильник» (Камишин), але в середині сезону перейшов у «Кайрат»,  з яким став чемпіоном Казахстану та володарем національного кубка.
Надалі грав за російський першоліговий «Динамо» (Барнаул) та друголіговий «Сахалін».
Завершив професійну ігрову кар'єру у клубі Другої ліги Росії «Вікторія» (Назарово), за яку виступав протягом 1995—1997 років.

## Виступи за збірну
1 червня 1992 року, під час виступів за «Кайрат», зіграв один матч у футболці національної збірної Казахстану на Кубок Центральної Азії проти збірної Туркменістану (1:0).

## Тренерська робота
З 2003 року працював головним тренером «Динамо» (Бійськ) з рідного міста, що виступав в аматорському чемпіонаті Росії. 
Помер 12 липня 2009 року на 47-му році життя у місті Бійськ від раптової зупинки серця. За день до смерті, 11 липня, команда Богатирьова обіграла барнаульський «Полімер» 1:0 і була лідером Першості Росії серед ЛФК в зоні «Сибір».
| Дата       | Місто  | Господарі | Результат | Гості        | Турнір                 | Голи | Примітки |
| ---------- | ------ | --------- | --------- | ------------ | ---------------------- | ---- | -------- |
| 01/06/1992 | Алмати | Казахстан | 1 – 0     | Туркменістан | Кубок Центральної Азії | -    | 46'      |
| Усього     |        | Матчів    | 1         |              | Голів                  | 0    |          |